# Faith van Helsing
Faith van Helsing ist eine deutschsprachige Horror-Hörspielserie für Erwachsene, die seit 2005 produziert wird. Die erste Staffel der Serie wurde unter dem Titel Faith – The van Helsing Chronicles veröffentlicht. Am 9. November 2018 gab der Maritim Verlag bekannt, die Hörspielserie zu übernehmen. Seit 2021 wird die Serie mit neuen Folgen fortgesetzt.
Die Serie handelt von Faith van Helsing, einer jungen Frau, die als letzte noch lebende Nachfahrin Abraham van Helsings gemeinsam mit einer Gruppe von Freunden gegen die Mächte der Finsternis kämpft.

## Inhalt

### Staffel 1 (Episode 1–14)
Faith, Shania und Vin werden in die Welt der Dämonen eingeführt. Faith erfährt, dass sie halb Mensch, halb Engel ist und als Baby adoptiert wurde und Shania und Vin beginnen mit ihr den Kampf gegen das Böse. Die lange geplante Intrige um Faith’ Vater nähert sich dem Ende. Das Tier 666, alias Direktor Arowic, sorgte seinerzeit dafür, dass Adam van Helsing fast die gesamte van-Helsing-Familie auslöschte. Nachdem Faith von Christopher über ihre wahre Identität aufgeklärt wurde, spinnt das Biest immer neue Intrigen, um Faith’ Psyche anzugreifen und sie von allen zu isolieren. Schließlich weiß Faith nicht mehr, wem sie vertrauen kann und wendet sich unwissend an Direktor Arowic. Dieser führt Faith nach Griechenland zur „Theo Gea Portan“ und erzählt ihr, sie könne die Büchse der Pandora mit ihrem Blut für immer verschließen. Doch im Gegenteil öffnet Faith damit die Büchse und bringt Unheil über die Welt. Raven opfert sich letztlich, um die Büchse zu verschließen und Arowic kann vernichtet werden.

### Staffel 2 (Episode 15–31)
Dracula sorgt durch eine Intrige dafür, dass Shania und Vin sich trennen und sie sich von ihren Freunden entfernt. Er sieht in ihr die Wiedergeburt seiner Frau und erhofft sich durch Shanias Liebe die Erlösung von seinem Fluch, ein unsterblicher Blutsauger zu sein. Währenddessen versucht die „Goldene Dämmerung“ auf radikale Weise, die Welt von allen Metawesen zu befreien.

### Weitere Folgen (ab Episode 32)
3 Jahre sind seit dem letzten Kampf vergangen und die dunkle Seite verhält sich auffällig ruhig. Doch dann gelingt es dem Orden des Kraken, das Böse in der Welt wiederzuerwecken. Faith’ Amulette werden entwendet und Shania getötet. Vin verfällt dem Alkohol und geht nach England. Alaine de Winter, die ehemalige Alraune stößt zum Faith-Team und nach anfänglichen Schwierigkeiten entwickelt sich eine Freundschaft zwischen Faith van Helsing und der ehemaligen Dämonin. Faith’ Welt stürzt ins Gefühlschaos, als die frisch entflammte Liebe mit Daniel Drake durch die Rückkehr Ravens gestört wird. Sie ist hin- und hergerissen. In dem Moment als die Liebe zu Raven am Stärksten ist, wird die Jägerin verwandelt. Faith empfängt den Blutkuss und man erfährt was im Christusbau, der die Schwarze Sonne enthielt geschehen ist. Auch die Geschehnisse um Raven werden durchleuchtet, ebenso die Geheimnisse um Daniel Drake und Brandolf Welf dem Hörer näher gebracht. Der Orden des Kraken entfesselt mit den Amuletten eine uralte Macht. Faith und ihr Team sind in großer Gefahr, denn die Großen Alten kommen ins Faith-Universum. Die Jagd beginnt erneut.

## Charaktere
Stand: Episode 50.

### Faith van Helsing
Faith ist die Protagonistin der Van Helsing Chronicles und auch zum großen Teil die Erzählerin ihrer Abenteuer.
Sie wächst als normaler Mensch bei ihren Adoptiveltern Ellen und Dave Miles auf, doch eines Tages werden die beiden im Zuge einer Intrige von Valeria und Rufina getötet. Ab dem Moment übernimmt ihr leiblicher Vater Christopher van Helsing die Erziehung der 17-Jährigen und weiht sie in die Welt des Übernatürlichen ein. Sie erfährt, dass ihre Mutter Melissa van Helsing aufgrund falscher Informationen von Hunter getötet wurde, als Faith noch ein Baby war, und dass sie dieser ihre Engelskräfte verdankt.
Als Halbengel verfügt sie über übermenschlich viel Kraft, Schnelligkeit und Geschicklichkeit. Durch das Tragen der Amulette „Lucifers Tränen“ kann sie sich in eine blau schimmernde Engelsgestalt mit riesigen Flügeln transformieren und verfügt so über noch mehr Stärke und Fähigkeiten. Außerdem halten sie Faith am Leben, da sie Faith’ zerstörtes Herz in den Episoden 14 bis 31 ersetzen. Durch die Schwarze Sonne erschafft sich Faith ihr Herz wieder. In Folge 32 werden ihr die Amulette vom Orden des Kraken entwendet. Des Weiteren erhält sie im Kampf mit dem Blutengel Azazel dessen Blutschwert und lernt, dieses im Kampf zu führen. Ausgestattet mit all diesen Waffen und Fertigkeiten nennt sich Faith selbst „die Jägerin“. Außerdem erfährt sie, dass der gesamte Clan der van Helsings die Nachkommenschaft Jesu Christi ist und Faith selbst das „Blut Christi“ in sich trägt. Dabei erhält sie auch die „Christuslanze“ als neuste Waffe.
In den Episoden 8 bis 14 ist die Schwarzhaarige mit Raven zusammen. Noch während der Beziehung (Episode 10) wird sie versehentlich von Shania verzaubert und zeugt mit dem Propheten des Biestes 666, Alex Christ, ein Kind. Nach der durch einen Kampf mit Shania ausgelösten Frühgeburt (Episode 21) wird das Kind ohne ihr Wissen von dem Arzt Doktor Jack Warren entwendet. Sie denkt seitdem, es sei tot. In der zweiten Staffel tauchen zwei von Warren künstlich erschaffene Doppelgänger von Faith auf, die vorübergehend ihren Platz als Hauptperson einnehmen (siehe Angel Dark und Melissa Shadow). Sie werden später offiziell zu ihren Schwestern erklärt. Faith’ Geburtstag ist der 13. September.

### Shania Francis
Shania ist eine Sandkastenfreundin von Faith und Vin. Sie besucht mit Faith die High School. Die 17-Jährige hat die weiß-magischen Feenkräfte ihrer Großmutter geerbt, die sie in Episode 2 zum ersten Mal freisetzen kann. Mit ihrer Hilfe und einigen alten Zaubersprüchen ist es ihr unter anderem möglich grün leuchtende Kraftfelder, Energiebälle und magische Handschellen zu erschaffen. Außerdem kann sie sich und andere über kurze Distanz teleportieren und sogar Daten und Informationen aus einem Computer in das menschliche Gehirn übertragen. Sowieso ist sie sehr interessiert an Computern.
In den Episoden 6 bis 18 ist sie in einer Beziehung mit ihrem und Faith’ Kindheitsfreund Vin Masters. Der verfluchte Vlad Tepes alias Dracula hypnotisiert Vin jedoch und bewirkt damit, dass dieser sie mit seiner Ex-Freundin Delia Richards betrügt und sich so von Shania trennt. Tief verletzt sucht Shania Trost bei Vlad Tepes und lässt sich von ihm zu einer Beziehung verführen. Als Faith von der Beziehung erfährt, geraten sie und Shania in einen Streit, bei dem Shania Faith verletzt, was dazu führt, dass sie ihr Kind zu früh gebärt (Episode 21). Da das Kind hinterher für tot erklärt wird (siehe Melissa van Helsing), macht Shania sich große Vorwürfe und distanziert sich von ihren Freunden.
Dracula gelingt es im Folgenden, Faith und den anderen weiszumachen, Shania sei tot und erzählt ihr im Gegenzug das Gleiche über ihre Freunde (siehe Dracula). Erst in Episode 27 finden Brandolf Welf und Nathan Pierce die halb zu einem Vampir verwandelte Shania in Schloss Dracula und können ihr deutlich machen, was er ihr angetan hat. Als Vlad im Kampf stirbt, sagt Shania ihm, dass sie ihn liebt, und erlöst ihn damit von seinem unsterblichen Fluch.
Shania ist immer für ihre Freunde da und stirbt schließlich in Episode 32 durch den „Orden des Kraken“, bei dem Versuch Faith das Leben zu retten. Kurz vor ihrem Tod gesteht sie Vin, dass sie nie aufgehört hat, ihn zu lieben, und überträgt ihre Feenkräfte auf Delia Richards.

### Melvin „Vin“ Masters
Vin ist ein Sandkastenfreund von Faith und Shania. Er ist etwas älter als die beiden und geht zu Beginn der Serie schon aufs College. Seine Fähigkeiten sind auf den Zauberer Merlin zurückzuführen, dessen Nachfahre er ist. An seinem 21. Geburtstag (Episode 22) erhält er von seiner britischen Großmutter „Merlins Ring“ und dessen Amulett, oder auch „Gemme“, und wird infolgedessen der Träger des magischen Schwertes Excalibur (Episode 25). Er ist ein exzellenter Kämpfer und Schwertführer und verfügt zudem über die Magie Excaliburs.
In der fünften Episode ist er kurzzeitig mit Delia Richards zusammen, doch nachdem er erfährt, dass sie ein Dämon ist, trennt er sich von ihr. In der darauf folgenden Episode kann er Shania endlich seine Liebe gestehen und wird ihr fester Freund. Nachdem Dracula ihn jedoch hypnotisiert (Episode 17), lässt er sich wieder mit Delia ein und trennt sich von Shania. Auch als die Intrige Draculas auffliegt, bleibt er mit Delia zusammen, doch seine Gefühle für Shania gehen nie ganz verloren. Als sie stirbt, sagt er ihr, dass er sie immer geliebt hat und stürzt in eine tiefe Depression, aus der ihn auch Delia nicht retten kann. Obwohl die beiden sich inzwischen verlobt haben, verfällt Vin dem Alkohol und seiner Kommilitonin Denice Dubois, mit der er Delia schließlich betrügt. Er trennt sich schließlich von Delia und geht nach England. Dort ist er Faith und dem Team im Fall um den Blutsee von Dartmoor behilflich. (Episode 36)

### Christopher van Helsing (Christopher Lane)
Christopher ist der Vater von Faith und der Bruder von Adam van Helsing. Als Mitglied der van Helsing-Familie kämpfte er jahrelang gegen Dämonen und Geister und kann dementsprechend gut mit Schwertern und anderen Waffen umgehen.
Er war früher mit Melissa, Faith’ Mutter, verheiratet, doch als sie kurz nach Faith’ Geburt von Hunter getötet wurde, brachte er Faith von England nach Amerika und gab sie zur Adoption frei, damit Hunter, er und alle anderen sie nicht finden konnten. Als Hunter sie nach 17 Jahren doch noch aufspürt, tritt auch Christopher wieder in Faith’ Leben ein. Er nennt sich Christopher Lane und sagt, er sei ein Freund von Faith’ verstorbenem Vater. Nachdem er Faith, Shania und Vin in die Welt des Übernatürlichen eingeweiht hat, kämpft er mit Raven an ihrer Seite gegen das Böse. Schließlich denkt Faith fälschlicherweise, Hunter sei ihr Vater, als sich Christopher doch endlich überwindet, ihr die Wahrheit zu erzählen (Episode 12).
In Episode 15 lernt er in der deutschen Stadt Leonberg die Englischlehrerin Vanessa Fox kennen. Zum ersten Mal seit dem Tod Melissas nähert er sich einer Frau an. Schließlich kommt Vanessa mit der Gruppe nach Amerika und will Christopher sogar heiraten. Am Tag der Hochzeit (Episode 28) erfährt Christopher, dass Vanessa nur auf Rache für ihre tote Schwester aus war (siehe Vanessa Fox), und wird fast von ihr getötet. Doch im letzten Moment kann er sie von ihrem Vorhaben abbringen und die beiden heiraten doch noch.

### Hunter (Adam van Helsing)
Adam van Helsing ist der Bruder von Christopher van Helsing. Einst kämpften die beiden zusammen gegen Dämonen und Monster, doch dann fielen sie einer Intrige durch Alex Christ, den Propheten des Biestes 666, zum Opfer. Christ verwirrte Christophers Geist, sodass dieser Adam angriff und schwer verletzte. Der alleingelassene und dem Tode nahe Adam wurde von Christ mit einem Serum gerettet, das ihn zwar schneller und stärker macht, aber auch seine Seele verdunkelt. Christ konnte Adam einreden, dass er der Mann von Melissa und der Vater von Faith sei und dass Christopher, Melissa und alle anderen van Helsings von einer Dämonenrasse namens „Kuslak“ korrumpiert worden seien und ihn hintergangen hätten (Episode 11). Seither nennt Adam sich „Hunter“ und verbirgt sein Gesicht unter einer schwarzen Kapuze, um die Narben, die Christopher ihm beim Kampf zugefügt hatte, zu verstecken.
Von Wut zerfressen tötete Hunter, ganz in Christs Sinne, alle van Helsings bis auf Christopher und Faith, die ihm durch Zufall entkommen konnten (siehe Melissa van Helsing). Als er Faith nach 17 Jahren wieder findet, lässt er Faith’ Adoptiveltern – Dave und Ellen Miles – von seinen Schergen Valeria und Rufina töten, da er glaubte, sie seien ebenfalls mit den Kuslaks im Bunde. Doch nach und nach bekommt er Zweifel an den Aussagen Christs und will die Zusammenarbeit mit ihm beenden. Im Kampf der beiden gibt Christ Hunter seine richtigen Erinnerungen zurück und die Intrige kann aufgelöst werden.
Hunter hat „seine Tochter“ immer geliebt und wollte sie lediglich vor den Kuslaks beschützen. In Episode 14 führt er seinen letzten Kampf gegen Direktor Arowic, der in Wahrheit das Biest 666 ist, und stürzt mit ihm in den Tod.

### Valeria
Valeria ist eine Hexe, die früher mit ihrer Geliebten, der Vampirin Rufina, in Europa ein ruhiges Leben führte. Eines Tages schlossen die beiden sich Hunter an und gingen mit ihm nach Shell Ville. Dort töten die beiden Faith’ Adoptiveltern in dem Glauben, sie seien dämonische Formwandler (Kuslaks). Mithilfe von Zaubersprüchen kann Valeria Gegner von sich wegschleudern oder gebündelte Energie auf sie richten. Außerdem kann sie sich und andere von Ort zu Ort teleportieren und Personen „scannen“, um herauszufinden, ob sie Menschen oder Dämonen sind.
In Episode 10 springt ein Teil ihrer Magie versehentlich auf den Mafioso Rick Mitchum über, der daraufhin zu einem Untoten wird. Aus Wut darüber bringt er Valeria um. Ihre in Deutschland lebende Schwester Vanessa Fox kommt später nach Amerika, um ihren Tod zu rächen (siehe Vanessa Fox).

### Rufina
Rufina ist eine Vampirin, die früher mit ihrer Geliebten, der Hexe Valeria, unerkannt von den Leuten in Europa lebte. Als die beiden sich Hunter anschlossen, gingen sie mit ihm nach Shell Ville und traten den Kampf gegen Faith und ihre Freunde an. Mit Fehlinformationen gespeist, brachten Rufina und Valeria Faith’ Adoptiveltern um, da sie sie für formwandlerische Dämonen (Kuslaks) hielten.
Die hübsche, blonde Frau zieht sich gerne aufreizend an, um arglose Männer zu bezirzen und sie in ungestörten Momenten aussaugen zu können. Ansonsten beschränken sich ihre Fähigkeiten auf erhöhte Stärke und Geschwindigkeit. Außerdem ist sie fast unsterblich, denn lediglich ein Stoß ins Herz oder das Abschlagen ihres Kopfes könnte sie töten.
Nachdem Valeria in Episode 10 von Rick Mitchum getötet wurde, beschließt sie, sich aus dem Kampf zurückzuziehen. Sie schreibt Faith einen Brief, in dem sie ihr die vermeintliche Wahrheit über ihren Vater erzählt, und geht nach Europa zurück.

### Raven
Raven ist ein Engel (Angelin), der sein Dasein auf der Erde fristen muss. Als Lucifer mit seiner Engelsarmee gegen Gott aufbegehrte, verhielt sich Raven neutral gegenüber beiden Seiten und wurde aufgrund seiner Feigheit aus dem Himmel verbannt. Als noch größere Strafe, erhielt er den Körper und die Erinnerungen des gerade verstorbenen Frauenmörders Marek Ravinowsky, mit dessen Sünden und Gedanken er Tag für Tag leben muss.
Raven ist übermenschlich stark und schnell und kennt sich in sehr vielen Kampfsportarten und im Kämpfen mit Waffen aus. Zudem kann er im Dunkeln sehen und – vor allem, wenn seine Gefühle ihn überwältigen – blaue Energiestrahlen aus seinen Augen auf Gegner schießen. Auch durch die Zeit zu reisen, ist ihm möglich. Als Angelin muss er weder essen, noch schlafen oder atmen. Außerdem altert Raven nicht – er ist schon seit über 200 Jahren auf der Erde. Was den blonden Jüngling sehr frustriert, ist die Tatsache, dass er in seinem menschlichen Körper geschlechtslos ist, denn er fühlt sich weder als Engel noch als männlicher Mensch.
In Episode 8 geht Raven trotz großer Zweifel eine Beziehung mit Faith ein, die auch nicht erschüttert wird, als Faith von Alex Christ schwanger wird. Schließlich opfert Raven sein Leben für Faith und verschließt mit seinem Blut die Geo Thea Portan (das Tor zur Götterwelt), damit Faith dieses Schicksal erspart bleibt (Episode 14). Faith kommt nie wirklich über diesen Verlust hinweg. In Episode 20 erscheint Raven Faith im Traum und erzählt ihr, er sei nicht tot, sondern nur auf Reise. In Episode 23 träumt die erste Doppelgängerin von Faith, Melissa Shadow, von Raven und der Geburt von Faith’ Tochter Melissa.

### Lester Ley Arowic
Arowic ist der Direktor der High School, auf die Faith van Helsing und Shania Francis gehen. In Episode 7 erfährt er durch Zufall von den übersinnlichen Kräften, mit denen sich Faith und die anderen herumschlagen müssen. Er steht Faith seitdem zur Seite und hilft ihr, so gut es geht, im Kampf gegen das Böse.
Doch nachdem er Faith zur Geo Thea Portan (dem Tor zur Götterwelt) gebracht hat, offenbart er seine wahre Identität als Aleister Crowley alias das Biest 666. Es stellt sich heraus, dass er schon vor 17 Jahren seinen Propheten Alex Christ aussandte, Adam van Helsings Geist zu vernebeln und die van-Helsing-Sippe – bis auf Faith – auszulöschen (siehe Hunter). Er veranlasste die Tötung von Faith’ Adoptiveltern und alles was darauf folgte. Letztlich brachte er sie nach Griechenland (Episode 12/13) zur Geo Thea Portan, um ihr Leben – das Leben eines Halbengels – zu opfern, die Büchse der Pandora zu öffnen und die gesamte Welt ins Verderben zu stürzen. Er reißt Faith das Herz heraus und tötet sie damit, doch mit der Hilfe von „Lucifers Tränen“ kehrt sie stärker denn je ins Leben zurück und bekämpft ihn mit aller Kraft. Er wird schließlich von Adam van Helsing getötet (Episode 14).

### Nathan Pierce
Nathan Pierce ist seit langer Zeit ein enger Freund von Christopher van Helsing und ein wichtiger Verbündeter im Kampf gegen das Übernatürliche. Schon seit langer Zeit kämpft er an Christophers Seite und kennt sich ebenso gut in Sachen Dämonen aus wie er. Immer wieder wendet er sich mit Fällen übermenschlicher Art an ihn und bittet ihn, hier und dort zu helfen. Nathan hat direkten Kontakt zu der britischen „Gilde der Amulette“, die sich mit paranormalen Phänomenen auf der ganzen Welt beschäftigt. Sie haben Verbindungspersonen in den Regierungen aller Länder und arbeiten eng mit sämtlichen Geheimdiensten zusammen.

### Brandolf Welf
Der deutsche Dämonenjäger bewohnt in Weil der Stadt das Herrenhaus „Palais Welf“. Er wird als großer, kräftiger Mann mit langem, braunem Mantel und breitkrempigem Hut beschrieben, unter dem sein mit braunen Bartstoppeln übersätes Gesicht größtenteils verborgen wird. Er war früher Söldner und Legionär und ist in vielen Kampfsportarten ausgebildet. Zudem ist er Raucher und Atheist. Der selbst ernannte „Dämonenvernichter“ (oder auch „Kopfgeldjäger der Schattenwelt“) besitzt eine besondere Resistenz gegenüber dämonischen Angriffen, so dass er zum Beispiel nicht an dem Gift des gefährlichen Psychofagus (alias Sin Eater) stirbt, das sogar in der Lage ist, Engel zu töten (Episode 6). Er ist in Sachen Übernatürliches noch belehrter als Christopher van Helsing und Nathan Pierce und führt zudem viele dämonenspezifische Waffen (z. B. Pfeilspitzen aus Silber oder mit Weihrauch gefüllte Kugeln), mit denen ihm fast jeder Dämon spielend unterlegen ist. Außerdem kann er Henorisch, die Sprache der Engel, lesen und verstehen (Episode 14).
Mit all diesen Fähigkeiten reist er durch Europa und erledigt entgeltliche Aufträge, unter anderem sogar für den Vatikan (Episode 6). In eben jener Folge erklärt Brandolf auch, dass er zwar gegen die (katholische) Kirche ist, nicht aber gegen Gott selbst.
In späteren Folgen wird Brandolf Vin Masters‘ Ausbilder im Umgang mit Excalibur, da Brandolf auch ein Schwertmeister ist. Das Geheimnis von Brandolf Welfs unglaublicher Stärke und seine schnellen Selbstheilungskräfte wird in Folge 42 aufgelöst.

### Delia Richards
Delia ist ein Succubus – ein Dämon, der Männern beim Liebesakt die Liebesenergie aussaugt, um sich davon zu ernähren. Zu diesem Zweck kommt es ihr gelegen, dass sie eine blonde, schlanke, große und wunderschöne Erscheinung hat. Als Kind wurde sie von ihren Eltern mit dem Incubus (das männliche Pendant zu einem Succubus) Levi verlobt. Delia flüchtete vor ihm, doch Levi folgte ihr und tötete alle ihre Liebhaber. In Episode 5 kommt sie für kurze Zeit mit Vin Masters zusammen, doch Levi folgt ihr wieder und hat es auch auf Vin abgesehen. Faith tötet Levi und Delia ist endlich frei. Vin kann mit ihrer Geschichte und der Tatsache, dass sie ein Dämon ist, nicht umgehen und trennt sich von ihr.
Um an Shania heranzukommen hypnotisiert Dracula Vin, um die scheinbar „freiwillige“ Trennung zwischen ihm und Shania herbeizuführen und flößt ihm ein, mit Delia erneut eine Beziehung anzufangen. Dies geschieht von den anderen unbemerkt. Delia ist ebenfalls ahnungslos und freut sich darüber, da sie Vin seit Beginn aufrichtig geliebt hatte. In dieser Zeit wird sie von Faith und Shania auch als „Succubine“ bezeichnet (eine Mischung aus „Succubus“ und „Konkubine“). Im Zuge der noch andauernden Beziehung verlobt sie sich mit Vin und bleibt ihm trotz ihrer Dämonengelüste treu. In Episode 33 gerät sie in eine Krise mit Vin, da sich dieser wegen Shanias Tod von ihr entfernt.
Ihre Hauptfähigkeit ist die Empathie. Zudem schafft sie es, die Gehirnwäsche bei der „echten“ Faith aufzuheben (Episode 30). Kurz vor Shanias Tod überträgt diese ihre weißmagischen Feenkräfte auf Delia, sodass sie zu einem starken Mitglied im Kampf gegen das Böse wird.

### Vanessa Fox
Vanessa Fox ist die Schwester der Hexe Valeria und damit selbst eine Hexe. Faith, Christopher und die anderen lernen sie in Episode 15 in der deutschen Stadt Leonberg kennen, als sie den Fall der mörderischen Blutengel untersuchen. Dort ist sie aufgrund ihrer englischen Herkunft als Englischreferendarin tätig. Schnell nähern sich Vanessa und Christopher an und schließlich kommt Vanessa mit der Gruppe nach Shell Ville. Die beiden beschließen zu heiraten.
Am Tag ihrer Hochzeit (Episode 28) wird Vanessa scheinbar von Dracula getötet, woraufhin Christopher ihm wutentbrannt folgt, um ihn endgültig aus dem Weg zu räumen. Doch statt auf Dracula trifft er auf Vanessa, die ihren Tod nur vortäuschte, um nun den Tod ihrer Schwester zu rächen. Dracula hatte ihr erzählt, dass es Christopher war, der Valeria seinerzeit tötete. Als es schon fast zu spät ist, kann Christopher sie davon überzeugen, dass Dracula sie angelogen hat, und sie lässt ihn am Leben. Er erholt sich von seinen physischen und psychischen Wunden. Die beiden fangen neu an und heiraten doch noch.

### Lutherus Einhorn
Lutherus Einhorn lebte zunächst um 1615 als Vogt in Leonberg und ging damals einen Pakt mit den dunklen Mächten ein, um ewig leben zu können. Der Preis dafür war, dass er der Hölle die Seelen von „weißen Hexen“ zuführen musste. Somit wurde er durch seine zahlreichen Hexenverbrennungen bekannt.
An seiner Seite standen seine Geliebte Alraune (siehe Alraune) und die Blutengel. Schließlich wurde er von Raven besiegt, der die Blutengel in Stein und Alraune in einen Magisserring bannte.
In Episode 16 tritt er als Antiquitätenhändler wieder in Erscheinung und erzählt Christopher und Vanessa die Geschichte der Blutengel. In den folgenden Episoden steht er mit Dracula im Bunde, doch im Kampf mit der Goldenen Dämmerung verrät er diesen und verschwindet.

### Alraune/Alaine de Winter
Alraune ist eine Pflanzendämonin, deren Kleidung aus Pflanzen besteht und deren Finger sich in lange, tödliche Wurzeln verwandeln können. Sie hat die Fähigkeit, Tote als Nekrophyten wieder zum Leben zu erwecken. Diese können sich dann an einer Stelle auflösen und an einer anderen wieder auftauchen.
Sie war in der Vergangenheit die Geliebte von Lutherus Einhorn und sorgte an seiner Seite für Unheil. Doch im 17. Jahrhundert wurde sie von Raven in einen Magisserring gebannt, welcher über viele Generationen hinweg von der Familie Marquart gehütet wurde. In Episode 17 wird sie von einigen unachtsamen Jungen wieder befreit und findet sich erneut an Einhorns Seite ein. Sie kämpft zunächst mit ihm an Draculas Seite, doch entflieht während des Kampfs mit der Goldenen Dämmerung mit Einhorn.
Nachdem sie, durch Faith und die schwarze Sonne, für drei Jahre ihr Gedächtnis verloren hat, kann ihre menschliche Seite wieder die Kontrolle übernehmen. Es stellt sich heraus, dass sie Alaine, die Tochter des Musketier Athos und der Lady de Winter ist, deren Körper vom Dämon Alraune übernommen wurde. Nachdem sie wieder frei handeln kann, hilft sie Faith und ihren Freunden im Kampf gegen das Böse.

### Vlad Tepes (Dracula)
Vlad Tepes lebte im 15. Jahrhundert in der damaligen Walachei, als die Osmanen über das Land herfielen. Tepes stellte sich ihnen mit seiner kleinen Armee entgegen und konnte die Osmanen schließlich besiegen. Er ließ seine Gegner noch auf dem Schlachtfeld köpfen und pfählen und erhielt dadurch den Beinamen „Der Pfähler“. Als er nach Hause zurückkehrte, erfuhr er, dass seine geliebte Frau Elisabetha gestorben war. Ein Verräter hatte ihr im Sinne der Osmanen mitgeteilt, Tepes wäre im Krieg gefallen, woraufhin sich Elisabetha umbrachte.
Tepes war bis dahin ein sehr christlicher und gottesfürchtiger Mensch, doch nach der Nachricht vom Tod seiner Frau verfluchte er Gott und tötete die Geistlichen, die in seinem Dienste standen. Er wurde daraufhin verflucht, für immer ein unsterblicher Blutsauger zu sein. Wenn er getötet wird, ist er in der Lage sich über einige Zeit hinweg wieder zu regenerieren (Episode 21). Außerdem kann er sich in eine Art Nebel oder Rauch verwandeln. Erlösung kann Vlad nur finden, wenn die Wiedergeburt seiner Frau ihm verzeiht und sich freiwillig in einen Blutsauger verwandelt. Aus seinen Worten wird klar, dass es Gott war, der ihn verfluchte, doch spricht dieser unverkennbar mit der Stimme von Lucien le Fouet (siehe Teufel).
Dracula (auch Dracul oder Draculea) taucht in Episode 17 in Shell Ville auf. Sein Ziel ist es, alle Menschen zu vernichten, um eine neue Welt ohne Religionen und mit ihm als Alleinherrscher zu erschaffen. In Shell Ville begegnet er Shania, der er sich sofort nähert, da er in ihr die Wiedergeburt von Elisabetha sieht. Des Weiteren hypnotisiert er Vin, sodass dieser Shania betrügt und die beiden sich trennen. Sofort werden Tepes und Shania ein Paar. Shania erfährt schon bald, dass Tepes „Dracula“ ist, doch sie hält es vor ihren Freunden geheim. Dem Fluch entsprechend überlässt er es ihr selbst, ob sie den letzten Schritt zur Verwandlung in einen Vampir gehen will oder nicht.
In Episode 21 erfahren Faith und die anderen, wer hinter Vlad Tepes steckt. Kurzzeitig kämpfen sie zusammen gegen die Goldene Dämmerung. Nach dem Kampf täuscht Dracula der Welt vor, er und Shania wären tot, wohingegen er Shania weismacht, Faith und ihre Freunde seien tot. In Episode 26 wird klar, dass Dracula auch Shania hypnotisierte, um sie für immer bei sich zu halten.
Erst in Episode 27 können Brandolf Welf und Nathan Pierce Shania in dem Schloss in Transsylvanien finden. Sie können ihr endlich klarmachen, dass Vlad sie belogen und manipuliert hat. Obwohl Shania Dracula voller Wut verlässt, liebt sie ihn bis zuletzt. In Draculas letzten Kampf wird er tödlich verletzt und Shania verzeiht ihm seine Sünden, sodass Tepes endlich erlöst werden kann (Episode 31).

### Michael (Bill Jackson)
Michael arbeitet seit 3 Jahren für Vlad Tepes. Er fungiert als sein Diener, Sekretär und Verbündeter. Doch in Wahrheit heißt Michael „Bill Jackson“ und arbeitet für den britischen Geheimdienst. Er sollte Draculas Vertrauen gewinnen und dessen Machenschaften ausspionieren.

### Adam (Frankensteins Kreatur)
Adam war einst ein einfacher reisender Händler, der tönernes Essgeschirr verkaufte. Er hatte Frau und Kinder. Im Jahre 1713 wurde er von den Kreaturen (Ghulen) von Johann Konrad Dippel von Frankenstein auf dessen Befehl hin getötet. Frankenstein, der mit dem Teufel im Bunde war, flickte Adam aus Leichenteilen wieder zusammen und erweckte ihn mithilfe von schwarzer Magie wieder zum Leben. Als die Dorfbewohner Frankenstein lynchten, stürzte Burg Frankenstein ein und begrub Adam für etwa 100 Jahre.
Beim Wiederaufbau durch Viktor von Frankenstein fand dieser den bewusstlosen, aber lebendigen Adam und erweckte ihn mithilfe der Wissenschaft wieder. Viktor von Frankenstein tötete schließlich seine eigene Verlobte und wollte sie ebenfalls wiederbeleben, um sie Adam zur Braut zu geben. Doch die Wiederbelebung misslang, da Viktor von Frankenstein keine schwarze Magie benutzte. Adam verfolgte ihn daraufhin durch ganz Europa, um die Verlobte zu rächen. Er stellte ihn am Nordpol und tötete ihn. Damit war die Blutlinie der Familie Frankenstein beendet (Episode 19).
Inzwischen ist Adam über 300 Jahre alt und lebte lange Zeit in einem Wildreservat auf einer Insel in der Nähe von Kanada und dem Nordpol (Episode 15). Dort wird er von Dracula vor der Goldenen Dämmerung gerettet. Er arbeitet für Dracula, bis dieser seinen Tod vortäuscht, ohne ihn einzuweihen. Er merkt, dass es Dracula nur um sein eigenes Wohl geht und stellt sich auf Faith‘ Seite.

### Doktor Jack Warren (Wolfram Luitat)
Hinter Doktor Jack Warren verbirgt sich der deutsche Genetiker Wolfram Luitat. Von 1942 bis 1945 war er der Leibarzt von Adolf Hitler und entwickelte mit ihm Pläne für die Erschaffung „reiner“ Menschenklone. Da Adolf Hitler zeugungsunfähig war, klonte Warren einen Embryo aus Hitlers DNA und pflanzte ihn seiner Frau Eva Hitler ein. Dieses Kind wurde Dragan Semjon Lyssakowitsch (Episode 30).
Durch Hitlers und Dragans Erbkrankheit, dem Polyphänismus, entdeckte Warren die Formel seines „Methusalem-Serums“, dass er benutzt, um langsamer zu altern. Er ist inzwischen über 120 Jahre alt, doch sieht nicht älter als 55 aus. Mehr als 70 Jahre betreibt Warren schon seine Forschungen im Bereich der Entschlüsselung, Modifikation und Vervielfältigung der menschlichen DNA (Episode 30). Sein Fachgebiet ist die Zellkernanalyse.
Der machtsüchtige Doktor manipulierte Lyssakowitsch jahrelang mit Injektionen, um ihn und seine Krankheit unter Kontrolle zu halten. Nachdem er an Lyssakowitschs Seite an sein Ziel, den Christusbau und die darin befindliche „schwarze Sonne“, gelangt, lässt er Lyssakowitsch einsperren und löst ihn als Führer der Goldenen Dämmerung ab (Episode 27). Zum Öffnen des Christusbaus benötigt er Faith‘ Blut, weswegen er sie nach Episode 22 entführt.
Warren versucht, Faith zu klonen, um die Armeen der Goldenen Dämmerung mit Faith-Klonen zu verstärken. Doch der erste Versuch misslingt und er begräbt den vermeintlich toten Klon (siehe Angel Dark). Auch verändert er die DNA von Cathleen Nova, um sich an ihr zu rächen, und im Folgenden auch von Alenka Milio, wodurch die jeweils neue Identitäten erhalten (siehe Cathlen Nova und Alenka Milio).
Er wird schließlich vermeintlich in Episode 30 von Lyssakowitsch getötet. Doch der Klonwissenschaftler hatte sich selbst geklont und vorher in Sicherheit gebracht, sodass er in Folge 51 geläutert bei Angel Reilly und David Russell auftaucht.

### Dragan Semjon Lyssakowitsch
Lyssakowitsch ist der „geklonte“ Sohn Adolf Hitlers (siehe  Doktor Warren). Er wurde von Eva Hitler nach deren Tod geboren und von dem russischen Major Andro Lyssakowitsch in die Sowjetunion mitgenommen. Dort wuchs er als Dragan Semjon Lyssakowitsch auf. Wie sein Vater leidet er an der Erbkrankheit Polyphänismus und altert dementsprechend deutlich langsamer als andere Menschen.
In Ostberlin lernte der kräftige, schwarzhaarige Mann Warren kennen und fand Gefallen an dessen Plänen zur Säuberung der Menschheit von allen übernatürlichen Einflüssen. Die beiden gründeten den „hermetischen Orden der Goldenen Dämmerung“ (kurz „Goldene Dämmerung“), dessen Führer Lyssakowitsch war.
In Episode 27 wird er von Warren schließlich verraten und als Führer ersetzt. Warren hielt ihn all die Jahre mit Injektionen unter Kontrolle, die auch den Polyphänismus unterdrückten. Nach dem Verrat und ohne weitere Injektionen, beginnt er zu mutieren. Er verwandelt sich in ein metallisches Stachelwesen und kann sich schließlich an Warren rächen und ihn töten. Kurz darauf stirbt er selbst an den Folgen der Mutation.

### Ben Chaney
Die „echte“ Faith lernt Ben Chaney in Episode 20 in der High School kennen, wo er sie als Vertrauensschüler zu ihrer Schwangerschaft befragt und sie berät. Interessiert lädt sie ihn zu einem Abend mit ihren Freunden in eine Bar ein und schon bald wird Ben zu einem Eingeweihten und Verbündeten. Kurz danach übernimmt das erste Double, das sich später Melissa Shadow nennt, die Rolle der Faith und pflegt weiter den Kontakt mit Ben. Durch Zufall erfährt die Gruppe, dass Ben der „weiße Lykant“ ist – bei Vollmond verwandelt er sich in einen weißen Werwolf, der eine ungeheure Kraft besitzt. Er ist der letzte noch existierende „weiße Wolf“. Zudem kann er sich auch außerhalb der Vollmondnächte verwandeln und im verwandelten Zustand sowohl klar denken als auch menschlich sprechen.
Obwohl Ben also kein Mensch ist, verliebt sich die spätere Melissa Shadow in ihn und in Episode 23 werden die beiden ein Paar. Zu diesem Zeitpunkt steht Ben noch auf Seiten Draculas, da dieser ihm ein Gegenmittel gegen das „Werwolfsein“ versprochen hat. Faith und die anderen wissen zunächst nichts davon. Doch nachdem Dracula seinen und Shanias Tod vortäuschte, ohne ihn einzuweihen, stellt Ben sich mit Adam gegen ihn. Nachdem sowohl die goldene Dämmerung als auch Dracula besiegt wurde, fahren Melissa Shadow und Ben auf seinem Motorrad nach London.

### Alenka Milio
Milio ist eine geborene Werwölfin, die lange Zeit unbekümmert mit ihren zwei Brüdern Arpad und Zlatko und ihrem Vater Karel im Wald von Shell Ville lebt. Doch Alenka und ihre Brüder gehen trotz der Anweisungen ihres Vaters während der „Mondphase“ immer wieder auf die Jagd nach Menschen und werden dabei von Faith und den anderen entdeckt (Episode 20). Faith geht daher mit ihren Verbündeten auf die Suche nach den Wölfen, um sie unschädlich zu machen. Sie bekommen dabei unbemerkt Hilfe von Draculas Gefährten. Alenkas Brüder und ihr Vater werden im Kampf getötet.
Auch Alenka gilt als tot, doch Doktor Jack Warren, der an den Leichen der Milios Experimente durchführen wollte, merkt, dass Alenka noch lebt. Er versetzt sie in ein künstliches Koma und rettet ihr damit das Leben (Episode 30). Schließlich verwandelte er sie in seinem Labor in eine Kopie von Cathlen Nova, damit sie deren Platz an Faith‘ Seite einnehmen konnte. Sie erhält ihr Aussehen und ihre Erinnerungen. Der Austausch mit Cat wird am Wechsel der Stimme erkennbar. Sie benutzt Teile ihrer Werwolfkräfte anstelle der Mutantenkräfte der echten Cat.
Zudem pflanzt Warren ihr einen Chip ins Gehirn, mit dem er Alenka alias Cat kontrollieren kann.

### Cathlen „Cat“ Nova
Cathlen ist ein blondes Model, das in Frankreich ein sehr erfolgreiches und ziemlich normales Leben führt. Doch ihre Welt wird erschüttert, als Doktor Jack Warren ihr berichtet, dass die Amerikanerin Faith van Helsing ihre hilflose Mutter, nur weil sie anders war, tötete (Episode 22). Sofort reist Cathlen los, um sich die feige Mörderin ihrer Mutantenmutter Irinia Bogdanova vorzuknöpfen – nicht ahnend, dass sie einer Lüge aufgesessen ist. Cathlen ist ebenfalls Mutantin, die erhöhte Agilität, Geschwindigkeit und Stärke, aber auch spitze und messerscharfe Krallen, die sie an ihren Fingern entstehen lassen kann, zu ihren Fähigkeiten zählt. Sie selbst nennt sich in mutierter Form „Cat“, doch später bürgert sich dieser Name als allgemeiner Spitzname ein.
Nach dem Kampf mit Faith stellt Cathlen Warren zur Rede und demütigt ihn. Warren überwältigt sie daraufhin und verwandelt sie aus Rache in einen Klon von Faith. Sie erhält nicht nur ihr Aussehen, sondern auch all ihre Erinnerungen und Gefühle. Schon in der nächsten Folge (Episode 23) tauscht Warren Faith durch die umgewandelte Cathlen aus, was am Wechsel der Stimme erkennbar wird. Sie nähert sich Ben Chaney an und nachdem sie erfahren hat, dass er der weiße Lykant ist, beginnt schließlich eine Beziehung mit ihm.
Nachdem Warrens doppeltes Spiel aufgedeckt wurde, schafft Cathlen sich eine neue Identität als Melissa Shadow. Dieser Name erscheint ihr passend, da sie sich durch Warrens Genexperimente in eine Schattengestalt verwandeln kann, die in der Lage ist, sich mühelos durch Wände zu bewegen. Sie wird offiziell zu Faith’ Schwester und fährt mit Ben Chaney nach London.

### Der Teufel (Lucien le Fouet)
Der Teufel tritt in der Gestalt von Lucien le Fouet zum ersten Mal in Rennes-le-Château auf (Episode 23). Kurz bevor er sich Faith‘ Seele nehmen kann, lässt er von ihr ab, da sie doch nicht diejenige sei, die er begehre. Er fragt Faith, ob sie ihr Herz spüre und sagt ihr, sie solle ihre Schwester grüßen. Damit gibt er Faith erste Hinweise auf den Tausch durch Doktor Warren. Auch in den folgenden Episoden taucht er auf und schart immer mehr Dämonen um sich. Er gibt immer wieder Hinweise auf den Austausch der „echten“ Faith mit dem ersten Double (siehe Melissa Shadow).
Er wird beschrieben als gut aussehender und schneidiger Mann in einem Business-Anzug. Seine Hände sind jedoch mit dichtem, braunem Fell überzogen und tragen lange, spitze Krallen. Auch Lucien le Fouet fällt der Schwarzen Sonne zum Opfer und liegt drei Jahre im Koma in einer Klinik in Carcassonne. Durch die Umkehr der Verhältnisse durch den Orden des Kraken erwacht auch le Fouet zum Leben. Anfangs will er sich an Faith rächen, doch als er von der Auferstehung von Lilith erfährt, unterstützt er auch Raven.

### Melissa Shadow
Nachdem Cathlen Nova von Doktor Jack Warren zu einem Doppelgänger von Faith van Helsing gemacht und Warren besiegt wurde, schafft sich Cathlen eine neue Identität als Melissa Shadow (siehe auch Cathlen Nova). Ihr Äußeres und ihre Erinnerungen entsprechen genau denen der „echten“ Faith. Jedoch sind die Amulette um ihren Hals eine Fälschung, sodass sie nicht über deren Kräfte verfügen und sich auch nicht in die blaue Engelsgestalt verwandeln kann. Dafür kann sie sich aufgrund eines gentechnischen Fehlers beim Umwandeln in eine Schattengestalt verwandeln, die durch Wände gehen und die Gegner beim Angriff überraschen kann. Weitere Unterschiede zu Faith bestehen in der Tatsache, dass sie ein Herz hat (siehe Faith van Helsing), in ihren sehr guten Französischkenntnissen (da Cathlen aus Frankreich stammt) und in der anderen Stimme, was sie und die anderen sich zunächst durch das Gas des Monsters Jack-O-Lantern erklären, dass Faith’ Stimmbänder geschädigt haben soll.
In Episode 23 beginnt sie als Faith van Helsing eine Beziehung mit Ben Chaney, die sie als Melissa Shadow fortführt. Die beiden beginnen ein neues Leben in London. Bei einem Fall in Frankreich kommt die wahre Herkunft von Melissa Shadow ans Tageslicht. Sie ist nach Untersuchungsberichten kein Klon, sondern das entführte Kind von Faith, welches von Warren mit wissenschaftlichen Hilfsmitteln rasch gealtert wurde. Dieser Prozess beginnt aber Episode 50 langsam nachzulassen. Melissa bekommt Aussetzer, Anfälle ähnlich der Epilepsie und ihre Haare färben sich ins Blonde.

### Angel Dark
Sie ist die zweite Doppelgängerin von Faith, die zuerst in Episode 26 auftaucht. Warren klonte sie seinerzeit aus Faith‘ DNA. Sein Plan war es, viele Faith-Klone zu züchten, um mit ihnen die Armeen der Goldenen Dämmerung zu verstärken. Da dieser erste Klon aber noch widerspenstiger war als „das Original“, ließ er sie betäuben und beerdigen (Episode 30). Entgegen seinen Erwartungen ist der Klon jedoch nicht tot und sie kann sich befreien. Sie sucht ihre Familie auf und lebt zunächst ihr Leben als „Faith“.
Nachdem die „echte“ Faith wieder aufgetaucht und Doktor Jack Warren besiegt ist, nennt sie sich Angel Dark, um eine eigenständige Person zu werden. Sie fährt nach New York, um dort ein eigenes Leben zu starten.
Ihr Aussehen und ihre Erinnerungen sind mit denen der „echten“ Faith identisch. Unterschiede bestehen allerdings in den gefälschten Amuletten, die Angel um den Hals trägt, wodurch sie nicht über deren Kräfte oder die blaue Engelsgestalt verfügt. Außerdem hat sie im Gegensatz zur „echten“ Faith ein Herz. Charakteristisch für Angel ist die derbere und härtere Ausdrucksweise, obwohl sich ihre Stimme nicht von der der Original-Faith unterscheidet.

### Melissa van Helsing (Faith’ Mutter)
Melissa war Faith’ leibliche Mutter und Christophers Ehefrau. Sie war ein Engel, der zum Mensch wurde, um mit Christopher eine Familie gründen zu können. Kurz nach Faith’ Geburt wurde sie von dem manipulierten Hunter getötet. Faith und Christopher waren zu dem Zeitpunkt nicht zu Hause und wurden somit verschont. Christopher erzählt Faith oft, dass sie genauso aussieht wie ihre Mutter.

### Melissa van Helsing (Faith’ Baby)
In Episode 10 zeugt die verzauberte Faith ein Kind mit dem Propheten des Tieres 666, Alex Christ, dass sie in Episode 21 zur Welt bringt, nachdem sie eine Auseinandersetzung mit Shania hatte und diese Faith versehentlich verletzte. Doktor Jack Warren bezahlt den behandelnden Arzt dafür, dass er ihm das Baby aushändigt und Faith und den anderen erzählt, dass das Baby gestorben sei. Obwohl Alex Christ ein böser Dämon war, ist Faith sehr betroffen, als sie die Nachricht erhält. Sie hatte geplant, ihr Baby nach ihrer Mutter Melissa zu benennen. Auch Shania ist untröstlich, da sie nun denkt, sie habe das Kind ihrer besten Freundin getötet.
In Episode 23 träumt das erste Faith Double von der Geburt des Babys. Dort wird es Melissa genannt. Bisher wurde nicht geklärt, was mit dem Baby passiert ist.

### Daniel Drake
Er wird als Austauschstudent in Episode 32 vorgestellt. Auf einem Schulball verliebt er sich in Faith und die beiden beginnen zu flirten. Als sie ihre erste Nacht verbringen wollen, wird Faith vom Orden entführt und Drake verwundet zurückgelassen. Später vertieft sich die Liaison. Raven wird misstrauisch als er mit Drake und Alraune im Blutsee von Dartmoor unter Wasser gefangen gehalten wird. Er sieht was Drake wirklich ist, nämlich kein Mensch. Im Gefühlschaos von Faith scheint er seine Faith an Raven zu verlieren, doch dann kommt sein wahrer Charakter zum Vorschein. Er ist der Sohn Draculas und polt Faith mit dem Blutkuss um. Daniel Drake war in seiner Vergangenheit mit Rebecca verlobt, die an Leukämie erkrankte und über Bluttransfusionen von Drake geheilt wurde. Als die beiden sich vermählen wollte, platzte Dracula dazwischen und verwandelte Rebecca in einen Vampir. Als kurze Zeit später Drake seinen Vater mit seiner Verlobten in flagranti erwischte, verließ er sie. Lange blieb er alleine, ehe er auf Faith traf. Daniel Drake gilt als sehr aufbrausend und wird rasch eifersüchtig.

### Nekron
Nekron ist ein uralter Dämon, der einst von Alraune in einem Magisserring gebannt wurde und in den Saalfelder Feengrotten versteckt wurde. Erst ein Freund von Kommissar Gräfe, Alexander Wolf lüftet das Geheimnis. Als Faith und ihre Freunde mit Alraune in Deutschland auftauchten, betäubt Wolf die überraschte Alraune und vollzieht das Ritual, um sich in Nekron zu verwandeln. In einer Kirche kann Faith zunächst siegen, doch später bringt er mit dem Mord an dem Papst, sowie Anschläge auf die Akropolis, das Pantheon oder dem Roten Platz in Moskau die Welt aus den Fugen. Nekron ist ein Bruder Cthulhus und sein Ziel ist es, ihn, einen der Großen Alten, zu befreien. Sein Plan gelingt durch die Macht der Amulette Luzifers, die Tränen der Macht. Als sie auf dem Olymp auf Christopher, Brandolf und Nathan treffen, wird Brandolf im Kampf schwer verwundet. Auch gelingt es Nekrons Truppen den Hubschrauber von Julian Sparks, der den verletzten Brandolf transportiert zu attackieren. Das Schicksal Sparks und Brandolfs ist gegenwärtig unbekannt.

## Hintergrund

### Geschichte
Im Jahr 2002 entwickelte Simeon Hrissomallis die Idee zur Hörspielreihe Faith van Helsing, die ursprünglich von einem männlichen Protagonisten handeln sollte. Die Planungen zum Kinofilm Van Helsing und die Fernsehserie Buffy – Im Bann der Dämonen inspirierten ihn jedoch dazu, eine weibliche Nachfahrin Abraham van Helsings zur Hauptperson zu machen.
Die Produktion der Serie erfolgt durch die Russel & Brandon Company, der gemeinsamen Firma von Hrissomallis und Wolfgang Strauss, die bereits seit ihrer Kindheit befreundet sind. Hrissomallis schreibt die Skripte während Strauss für Musik und technische Umsetzung verantwortlich ist.
Die Sprachaufnahmen für die ersten Folgen fanden während zwei Wochen Anfang Januar 2005 in Berlin statt. Die ersten sechs Folgen erschienen schließlich am 14. November 2005.
Ab Staffel 2 wurde der Name der Serie von Faith – The van Helsing Chronicles in Faith van Helsing geändert. Man hoffte durch den prägnanteren Titel und den traditionsreichen Namen van Helsing das Interesse neuer Hörer zu wecken.
Nach der Veröffentlichung der 8. Folge der 2. Staffel am 15. Mai 2009 wurden zunächst keine weiteren Folgen produziert. Die nächste Folge erschien erst am 12. November 2010 und war die erste Folge mit Anna Carlsson in der Hauptrolle der Faith. Carlsson hatte in der vorhergehenden Folge bereits die Cathlen Nova gesprochen, deren Rolle wiederum wurde in den folgenden Episoden von Karen Schulz-Vobach übernommen.
Am 2. April 2011 gab Simeon Hrissomallis bekannt, dass man mit dem Ende der zweiten Staffel bei der Produktion auf die Einteilung der Serie in weitere Staffeln verzichten werde.

### Cover
Die Cover der Serie gestaltet Timo Wuerz. Die Cover der Folgen 23 bis 32 ergeben aneinander gelegt ein zusammenhängendes Bild.

## Sprecher
| Faith van Helsing                | Nana Spier                      | 1–22, 25– |
| Angel Dark, später Reilly        | Nana Spier                      | 23–31     |
| Angel Reilly                     | Mareile Metzner / Tanya Kahana  | 32–       |
| Faith van Helsing/Melissa Shadow | Anna Carlsson                   | 23–31     |
| Erzählerin                       | Petra Wolf                      | 1–6       |
| Erzählerin                       | Barbara Stoll                   | 7–        |
| Shania Francis                   | Dorette Hugo                    | 1–32      |
| Melvin Masters                   | Boris Tessmann                  | 1–        |
| Raven                            | David Nathan                    | 1–        |
| Christopher Lane                 | Thomas Nero Wolff               | 1–        |
| Nathan Pierce                    | Martin Keßler                   | 3-        |
| Brandolf Welf                    | Thomas Danneberg                | 6–        |
| Hunter                           | Udo Schenk                      | 1–14      |
| Valeria                          | Claudia Urbschat-Mingues        | 1–10      |
| Rufina                           | Uschi Hugo                      | 1–10      |
| Direktor Arowic                  | Helmut Krauss                   | 2–14      |
| Dracula                          | Lutz Riedel                     | 13–31     |
| Vanessa Fox                      | Marion von Stengel              | 15–31     |
| Adam                             | Klaus-Dieter Klebsch            | 15–31     |
| Lutherus Einhorn                 | Till Hagen                      | 15–31     |
| Alraune                          | Victoria Sturm                  | 17–       |
| Delia Richards                   | Tanja Geke                      | 18–       |
| Doktor Warren                    | Helmut Gauß                     | 19–30, 51 |
| Dragan Semjon Lyssakowitsch      | Robert Missler                  | 18–31     |
| Ben Chaney                       | Marius Clarén                   | 20–       |
| Melissa Shadow                   | Anna Carlsson/Kaya Marie Möller | 20–       |
| Cathlen „The Cat“ Nova           | Anna Carlsson                   | 22        |
| Cathlen „The Cat“ Nova           | Karen Schulz-Vobach             | 23–       |
| Daniel Drake                     | Sascha Rotermund                | 32-       |
| Lucien Le Fouet                  | Detlef Bierstedt                | 23-       |
| Nekron/Kommissar Wolf            | Bernd Rumpf                     | 37 49–    |
| David Russell / Geistersamurai   | Gerrit Schmidt-Foß              | 38-       |
| Lilith                           | Alexandra Lange                 | 48-       |
| Julian Sparks                    | Kim Hasper                      | 41-       |
| Seelenfänger                     | Udo Schenk                      | 41-       |
| Cthulu                           | Andreas Wilde                   | 49-       |
| Anmerkungen: 1. 2. 3. 4. 5. 6.   |                                 |           |

## Folgen
Eine Besonderheit im Hörspielbereich ist die Gliederung der Serie in Staffeln, diese wurde jedoch nach der zweiten Staffel aufgegeben.

### Staffel 1
| 1            | 1  | Die Zusammenkunft                    | 14. November 2005 |  | Faith’ normales Leben wird erschüttert, als ihre Eltern auf brutale Weise ermordet werden. Ein Fremder beschützt sie und ihre Freunde vor den Mördern und weiht sie in die Welt des Übernatürlichen ein.                                                                   |
| 2            | 2  | Verwandlungen                        | 14. November 2005 |  | In Shellville verschwinden Menschen. Auch einige Mitschüler von Faith sind nicht mehr auffindbar. Gleichzeitig wird ein Werwolf in der Stadt gesichtet |
| 3            | 3  | Lucifers Tränen                      | 14. November 2005 |  | Faith und Christopher reisen nach Griechenland, wo ein Pater von Phobos, dem Dämon der Angst, heimgesucht wird. |
| 4            | 4  | Sünden der Vergangenheit             | 14. November 2005 |  | Ein Rachegeist steht kurz vor der Vollendung der Ausrottung der Familie McGillian. Faith, Christopher und Nathan versuchen, die letzten McGillians zu retten. |
| 5            | 5  | Dämonische Leidenschaft              | 14. November 2005 |  | Vin hat eine neue Freundin, deren Ex-Lover von einem Dämon verfolgt und getötet werden. |
| 6            | 6  | Ravens Geheimnis                     | 14. November 2005 |  | Raven erzählt Faith die Wahrheit über sich, ohne zu wissen, dass der Sündensuchende Dämon Sin Eater hinter ihm her ist. |
| 7            | 7  | Ketten-Jack                          | 23. Februar 2007  |  | Christopher und Nathan kämpfen in England gegen ein Monster, das die Köpfe seiner Opfer sammelt. Währenddessen sind Faith und ihre Freunde mit Direktor Arowic und zwei Schülern beim Campen, als die Mitglieder der Gruppe nach und nach verschwinden.                    |
| 8            | 8  | Tanzender Tod                        | 23. Februar 2007  |  | Christopher und Nathan untersuchen den Fall der Skelette, die seit neustem in einem kleinen Ort auftauchen… und laufen damit in die Arme der tanzenden Dämonin Morna. |
| 9            | 9  | Mörderisches Halloween               | 23. Februar 2007  |  | Die mutantische Folterexpertin Irinia Bogdanova entführt Vin und fügt ihm grausame Schmerzen zu, um ihn letztendlich zu töten. Mit ihren Feuerkräften will sie Dantes Inferno auf Shellville projizieren.                                                                  |
| 10           | 10 | Das Böse im Menschen                 | 23. März 2007     |  | Shania probiert einen neuen Zauber aus, der allerdings bewirkt, dass Faith‘ Persönlichkeit zum absolut Bösen verkehrt wird. Außerdem sinnt der von Valeria verzauberte Mafioso Rick Mitchum auf Rache. Zur gleichen Zeit tauchen merkwürdige Echsenwesen in der Stadt auf. |
| 11           | 11 | Wendepunkt                           | 23. März 2007     |  | Rufina hat Faith einen Brief hinterlassen, der ihr die Wahrheit über ihren Vater erzählt. Faith macht sich auf den Weg, um die Sache zu klären. |
| 12           | 12 | Tag der Vergeltung (Teil 1 von 3)    | 9. November 2007  |  | Faith und Arowic sind alleine in Griechenland, um die Geo Thea Portan zu finden. Ihre Freunde finden währenddessen heraus, wer das Tier 666 ist. Sie gehen zu Alex Christ, um von ihm zu erfahren, wo sich Faith aufhält.                                                  |
| 13           | 13 | Das Zeichen des Bösen (Teil 2 von 3) | 24. Dezember 2007 |  | Faith kennt die Wahrheit über die Identität des Biestes 666. Ein furchtbarer Kampf entflammt. |
| 14           | 14 | Die letzte Schlacht (Teil 3 von 3)   | 24. Dezember 2007 |  | Faith und ihre Verbündeten geben alles, um das Tier 666 aufzuhalten und die Apokalypse zu verhindern. |
| Anmerkungen: |    |                                      |                   |  | |

### Staffel 2
| 15           | 1  | Hügel der Blutengel (Teil 1 von 2) | 28. November 2008 |                       | Faith und Christopher untersuchen in Deutschland den Fall der Blutengel. |
| 16           | 2  | Azazels Blutschwert (Teil 2 von 2) | 28. November 2008 |                       | Der Kampf gegen die Blutengel geht weiter. Faith und Brandolf scheinen zu schwach und die Blutengel drohen, die Besucher des Stadtfestes anzugreifen. |
| 17           | 3  | Alraunes Leichendiener             | 16. Januar 2009   |                       | Die Dämonin Alraune wird nach hunderten von Jahren aus ihrem Gefängnis befreit. |
| 18           | 4  | König der Nacht                    | 16. Januar 2009   |                       | Der Geist eines toten Jungens sinnt auf Rache. Währenddessen flieht die trauernde Shania in Vlads Arme. |
| 19           | 5  | Monsterbrut                        | 27. März 2009     | Doppel-CD             | Christopher und Vanessa untersuchen das Verschwinden von Kindern in einem kirchlichen Waisenhaus und geraten dabei selbst die Gewalt böser Mächte. Zur gleichen Zeit erfährt Faith die furchtbare Geschichte um Adam – Frankensteins Kreatur.                                         |
| 20           | 6  | Blutmond                           | 27. März 2009     |                       | Faith und ihre Freunde gehen auf die Suche nach einer Gruppe Werwölfe, die in Shell Ville ihr Unwesen treibt. |
| 21           | 7  | Goldene Dämmerung                  | 15. Mai 2009      | Doppel-CD             | Dragan Lyssakowitsch eröffnet Faith in einem Brief, dass Vlad Tepes eigentlich Dracula ist und ihre beste Freundin Shania somit die Freundin eines Dämons ist. |
| 22           | 8  | Bloody Halloween                   | 15. Mai 2009      |                       | Die Mutantin Cathlen Nova bestellt Faith zu dem Grab der toten Irinia Bogdanova, um sich für deren Tod an Faith zu rächen. Währenddessen greift „Jack Ó Lantern“ Faith‘ Freunde in Shell Ville an.                                                                                    |
| 23           | 9  | Asmodis Blutgrab                   | 12. November 2010 |                       | In dem französischen Ort „Rennes-le-Château“ tauft ein Priester die Bewohner und weiht sie so in seine neue Religion ein. Doch die Getauften sind hinterher nicht mehr wiederzuerkennen.                                                                                              |
| 24           | 10 | Der Fluch des Salaün               | 12. November 2010 |                       | In Brest werden seit kurzer Zeit immer wieder Frauen ermordet und grausam zugerichtet. Die Morde scheinen etwas mit der Sage um den einfältigen Salaün zu tun zu haben, denn allen Opfern wuchsen weiße Lilien aus der Zunge.                                                         |
| 25           | 11 | Excaliburs Erbe                    | 27. Mai 2011      |                       | Vin soll in England zum neuen Träger des Schwertes Excalibur werden und lernen, dieses im Kampf zu führen. Dabei gerät er ins Visier von Upiren und Vampirjägern, die hinter Merlins Ring her sind.                                                                                   |
| 26           | 12 | Märchenschloß zur Hölle            | 27. Mai 2011      |                       | In einem Schloss in Schwangau treibt ein blutsaugender Dämon sein Unwesen. Währenddessen wird Vlad Tepes von seiner Vergangenheit heimgesucht. |
| 27           | 13 | Das andere Leben                   | 24. Juni 2011     | Trinity-Saga – Teil 1 | Christopher und Vanessa sehen sich plötzlich zwei Faith‘ gegenüber und wissen nicht, welche von ihnen die wahre Faith ist. Zur gleichen Zeit machen Brandolf Welf und Nathan Pierce eine interessante Entdeckung in Schloss Dracula.                                                  |
| 28           | 14 | Draculas Bluthochzeit              | 8. Juli 2011      | Trinity-Saga – Teil 2 | Dracula stört Christophers und Vanessas Hochzeit und tötet Vanessa dabei. Christopher sinnt auf Rache. |
| 29           | 15 | Mein Todeskampf mit Dracula        | 9. September 2011 | Trinity-Saga – Teil 3 | Eine dritte Faith ist aufgetaucht und die Frage, welche die „echte“ Faith ist, wird Stück für Stück gelöst. Zusammen machen sich anderen zwei Faith‘ und ihre Freunde auf den Weg, Doktor Warren und die Goldene Dämmerung zur Strecke zu bringen. Dort treffen sie auch auf Dracula. |
| 30           | 16 | Das Herz der schwarzen Sonne       | 9. September 2011 | Trinity-Saga – Teil 4 | Der erbitterte Kampf zwischen Dracula und seinen Verbündeten, Faith‘ Freunden und der Goldenen Dämmerung geht weiter. Doktor Warren bringt Licht ins Dunkel der Doppelgänger. |
| 31           | 17 | Faith Trinity                      | 9. September 2011 | Trinity-Saga – Teil 5 | Faith und ihre Verbündeten stellen sich Warren und Dracula in einem alles entscheidenden Kampf. |
| Anmerkungen: |    |                                    |                   |                       | |

### Weitere Folgen
| 32           | Die Jagd beginnt                              | 13. Januar 2012    |                                        | Drei Jahre sind seit Faith‘ letzten Kampf vergangen und die dunkle Seite verhielt sich in dieser Zeit ungewöhnlich ruhig. Doch dann entführt der „Orden des Kraken“ Faith, um sie zu töten. |
| 33           | Blutdurst                                     | 30. März 2012      |                                        | Vin und Faith werden von einem dämonischen Virus infiziert, der einen tödlichen Blutdurst auslöst. Während Vin vollkommen die Kontrolle verliert, kann Faith sich mi Delias Hilfe einigermaßen in Zaum halten. Ein Kampf auf Leben und Tod steht den beiden bevor. |
| 34           | Gefangen in der Psychoklinik                  | 27. April 2012     |                                        | Faith wird in einer Psychoklinik gegen ihre Wahnvorstellungen, dass sie die Jägerin des Bösen ist behandelt. Ihr wird weisgemacht, dass sie eigentlich Faith Miles sei und Schriftstellerin ist. Ein schrecklicher Albtraum beginnt. Des Weiteren verschwinden in derselben Klinik junge Mädchen und ein altbekannter Gegenspieler taucht wieder auf. |
| 35           | Ravens Rückkehr                               | 8. Juni 2012       |                                        | Faith ist seit einigen Wochen mit Daniel Drake zusammen, doch ein Angriff von Avalon-Vampiren macht einen gemütlichen Abend zunichte. Dann taucht Raven wieder auf und Faith’ Gefühle fahren Achterbahn. Alraune schließt sich Faith und ihren Freunden an. |
| 36           | Das Grauen von Dartmoor                       | 14. September 2012 |                                        | Deutsche Touristen werden am Blutsee von Dartmoor ermordet aufgefunden. Können Faith und ihre Freunde das Grauen lösen? Raven scheint hinter das Geheimnis von Daniel Drake zu kommen. |
| 37           | Kampf um die Feengrotten                      | 9. November 2012   |                                        | Eine uralte Bedrohung wird in den Saalfelder Feengrotten entfesselt. Alraune ist ebenfalls in diese Legende verwickelt. Hält die neugewonnene Freundschaft dieser Probe stand? |
| 38           | Geistersamurai: GENESIS (1. Teil)             | 15. März 2013      |                                        | Durch Rückblicke erfährt der Hörer viel über die Entstehung des Geistersamurais, einer uralten Legende, die in New York Verbrechen den Kampf angesagt hat. |
| 39           | Geistersamurai: EXODUS (2. Teil)              | 10. Mai 2013       |                                        | Ein riesiger Schatten legte sich auf Hunter, Rufina, Valeria und dem Geistersamurai! Der Schatten des Todes… Die vier Kämpfer blickten erschrocken hinter sich und sahen ihren Feind! Der Samurai des Todes war riesig! Kato Kiyomasa war in seiner prunkvollen Samurairüstung hinter ihnen erschienen… In seinen Händen hielt er ein rotes Höllenschwert… Ein kolossaler, blutrünstiger Dämon, der nur eines wollte: Den Tod des Geistersamurai…! |
| 40           | Draculas Rache                                | 27. September 2013 |                                        | Es ist das Jahr 1898 nach Christi Geburt. Gemeinsam mit ihrem Großvater Dr. Abraham van Helsing befindet sich Faith van Helsing auf dem mühsamen Weg mit einer Kutsche zum Schlosse Draculas. Ihre jüngere Schwester Melissa und deren Verlobter Ben Chaney sind bei einer Reise in Rumänien spurlos verschwunden. Ein gewisser Graf Dracula hatte sie zu sich auf seinem Schloss eingeladen... Gemeinsam mit ihrem Großvater machte sich Faith auf den Weg nach Rumänien, um das mysteriöse Verschwinden der beiden zu klären... |
| 41           | Im Bann des Seelenfängers (Teil 1 von 2)      | 29. November 2013  |                                        | Mit der Verzweiflung unzähliger Seelen schnitt die Klinge des Seelenfängers durch die Luft! Wen sie traf, den riss sie ins Verderben. Nur wenige konnten seinen Verlockungen widerstehen und ihn bezwingen. Doch für wie lange? Brandolf Welf und Julian Sparks stießen vor einigen Jahren auf ein Jahrhunderte umspannendes Geheimnis, das uns nun einzuholen drohte... |
| 42           | Wolfsbrut (Teil 2 von 2)                      | 29. November 2013  |                                        | Wo waren Brandolf Welf und Ben Chaney? Wer hatte sie in seine Gewalt bringen können? Und viel wichtiger: Was hatte er mit ihnen vor? Gemeinsam mit Julian Sparks brechen Faith und ihre Freunde auf, um die beiden zu finden! Welches dunkle Geheimnis hütete Brandolf Welf und würde es gelingen ihn zu finden, bevor er zur Gefahr wurde? |
| 43           | Draculas Erbe                                 | 21. März 2014      |                                        | Es war eine kalte, raue und stürmische Nacht. Inmitten der weißen Schneepracht erhob sich die trutzige Burg. In dieser unheiligen Nacht war es ein blutroter Mond, vor dem sich die Silhouette des Schlosses wie ein Mahnmal des Bösen abzeichnete… Der Wind heulte um die grauen Mauern. Das Gebiet, die dunklen Wälder und Wiesen lagen unter einer dicken Schneedecke. Der Weg zu dem Grundstück führte über eine schmale Brücke aus felsigem Stein, die in einem Torbogen endete, der dann in den Innenhof mündete. Im Schloss selbst sollte in dieser Nacht ein neues Leben erwachen… Der Erbe des Schlossherrn… Der Erbe Draculas…! |
| 44           | Graues Grauen                                 | 30. Mai 2014       |                                        | Faith, Raven, Daniel Drake, Alaine de Winter und Delia Richards brechen zu einem spontanen Kurzurlaub auf, doch schon bald holte das Team die harte Realität ein. Sie trafen auf einen Gegner, den schon Raven und andere Engel vor unvorstellbar langer Zeit nicht besiegen konnten. Er holte sich Delia und nichts und niemand schien sie retten zu können. Faith und ihre Freunde stemmten sich mit allem gegen ihn, zu dem sie fähig waren... Können Faith und ihr Team überhaupt siegen oder war Delia für immer verdammt? |
| 45           | Asmodis Knochenkirche                         | Juli 2014          |                                        | Die Kapelle der Kirche war ausnahmslos mit Knochen verkleidet. Menschenknochen…! Vom Altar bis zum Kerzenständer wurden Zehntausende menschlicher Knochen verbaut und geformt und gaben dem Gotteshaus ein morbides und unheimliches Aussehen… Hier sollte Faith also auf ihn treffen. Bisher hatte er sich im Hintergrund gehalten. Doch dann begegneten sie sich in seiner Knochenkirche. Asmodis dürstete nach Rache! Für Faith und ihre Freunde begann ein Todeskampf und die Chancen zu überleben waren nie geringer gewesen…! |
| 46           | Die Anderen (Teil 1 von 2)                    | November 2014      |                                        | Sie sind älter als unsere frühesten Zivilisationen! Sie leben unerkannt unter uns und Faith und ihre Freunde erfuhren erst von ihnen, als es schon fast zu spät war! Die Gier und die Rücksichtslosigkeit der Menschen ließen sie handeln. Erbarmungslos schlugen sie zu und drohten damit, uns auszulöschen. Faith van Helsing und ihre Teammitglieder mussten sich beeilen, doch wie sollten sie aufgespürt werden? Ein fast hoffnungsloser Wettstreit gegen die Zeit beginnt... |
| 47           | Ewiger Schlaf (Teil 2 von 2)                  | März 2015          |                                        | Sie oder wir! Konnte es anders ausgehen? Durfte es anders ausgehen? Sollten nun die Menschen für all ihre Sünden bestraft werden? Für all die Zerstörung an unserer Welt? Wie rechtfertigt man den Kampf gegen einen Gegner, der im Grunde keine bösen Absichten hegt? Es wurde eine der schwersten Herausforderungen für Faith und ihr Team! Denn Gut und Böse waren nie zuvor so schwer voneinander zu trennen gewesen! |
| 48           | Enthüllungen (Teil 1 von 9)                   | 2. Oktober 2015    | Fall-Saga Teil 1                       | Raven wurde verhaftet und wird mit einem Mord konfrontiert, den er begangen haben soll. Die Beweise sind erdrückend und die Schlinge um den Hals des Engels zieht sich immer weiter zusammen… Auch die Vergangenheit als Adoptivsohn eines Millionärs, der in Chicago auf Verbrecherjagd ging wurde aufgedeckt. Faith ist am Boden zerstört und kann gar nicht glauben was ihr nun enthüllt wird! Daniel und Raven, zwei Männer, Männer die Faith liebt und die ein dunkles Geheimnis hüten… Währenddessen formiert sich die Finsternis und eine uralte Macht erwacht… Die Ereignisse überschlagen sich und Faith und ihre Freunde befinden sich zwischen den Fronten! ASMODIS! LILITH! Und die Rückkehr der Finsternis! Das Ende ist nah!                                                                                          |
| 49           | Das Erwachen der Finsternis (Teil 2 von 9)    | 4. Dezember 2015   | Fall-Saga Teil 2                       | Faith und Raven blickten schockiert auf die Bildschirme… Das Bild wurde gestört, ein neues Bild… das nicht zum Sender gehörte, erschien. Es wurde ein Satz eingeblendet: „EIN NEUES ZEITALTER BEGINNT“ Dieser Satz wurde nun in verschiedenen Sprachen gezeigt. Auf Deutsch, Englisch, Griechisch, Arabisch, Türkisch, Französisch… einfach International… Dann verschwand die Schrift und die Bilder der Zerstörung wurden gezeigt… Das zerstörte Weiße Haus, das zerstörte Parthenon, Mekka, Rom… Mein Gott… wie schrecklich… Wer war nur dafür verantwortlich…? Und dann… wurde die Silhouette eines großgewachsenen Mannes gezeigt… Man konnte nicht sehr viel erkennen, sein Gesicht lag im Schatten… Das Erwachen der Finsternis hatte begonnen!                                                                              |
| 50           | Die Welt am Abgrund (Teil 3 von 9)            | 15. Januar 2016    | Fall-Saga Teil 3                       | Raven stand im Türrahmen, die Hände zu Fäusten geballt. Seine Lederjacke hing in Fetzen. Er war schmutzig und roch nach Rauch… Alaine und Delia staunten über sein Auftreten genauso wie Daniel… Mit einem wilden Sprung auf Daniel hechtete Raven in den Raum, dann stürzten beide Männer zu Boden. Raven griff nach dem Hals von Daniel und verpasste ihm einige Faustschläge ins Gesicht. Blut spritze. Daniel zog die Beine an und schleuderte Raven in die andere Ecke des Wohnzimmers. Der Engel stand sogleich auf und stürmte wieder auf Drake zu. Ein wilder Kampf entbrannte… Und während das FAITH-Team zerbricht, gehen die Terroranschläge auf dem gesamten Globus weiter! DIE WELT STEHT AM ABGRUND! |
| 51           | Die Rückkehr der Grossen Alten (Teil 4 von 9) | 15. April 2016     | Fall-Saga Teil 4                       | Pures Chaos war ausgebrochen! Mehrere Blend- und Nebelgranaten durchschlugen die Scheiben des Wintergartens und krachten gegen das Mobiliar. Zahlreiche Erbstücke wurden zerstört... Faith und ihre Freunde griffen sich die Waffen und flohen auf die Rückseite des Anwesens, an das dort ein kleines Waldstück grenzte. Sekunden später stürmten die Soldaten der Bruderschaft des Kraken das Gebäude... Als sich der Nebel lichtete, betrat ein hochgewachsener Mann mit grauen Haaren und im schwarzen Anzug die Villa... N E K R O N ! Teuflisch grinsend blickte er sich um, denn er wusste: Die Schlacht hatte wieder begonnen und am Ende dieser Schlacht, konnte es nur einen Sieger geben: DIE GROSSEN ALTEN! |
| 52           | Cthulhus Totenstadt (Teil 5 von 9)            | 2. September 2016  | Fall-Saga Teil 5                       | Die Polizisten beobachteten gebannt das unwirkliche Szenario. Irgendwo flogen Molotow-Cocktails durch die Luft. Es roch nach Benzin und Rauch. Gebäude standen in Flammen, kleine Straßen-Kioske wurden von Fahrzeugen umgefahren und gingen in Flammen auf... Fahrzeuge fuhren auf- und ineinander, blockierten die Straßen... Die Menschen waren außer Rand und Band... Sie stiegen aus und schlugen aufeinander ein... bis zum Tode... Andere wiederum waren apathisch, stammelten wirres Zeug... Ein unheilvoller Schatten legte sich über die Stadt... Das Erwachen Cthulhus hatte sie in den Wahnsinn... in den Tod getrieben... Athen war nun... eine Totenstadt! Cthulhus Totenstadt...! |
| 53           | Kampf der Giganten (Teil 6 von 9)             | 21. Oktober 2016   | Fall-Saga Teil 6                       | Das Wolfsungetüm hatte Melissa mit seinen Pranken am Nacken gepackt und gegen den wuchtigen Stamm einer Eiche geschleudert. Melissa verließ sofort das Bewusstsein. Nun wandte sich der weiße Lykant dem Geistersamurai zu... Der reagierte und feuerte einige Lichtshurikens auf den Wolfsmenschen ab... Die Ereignisse überschlugen sich! Wolfman gegen Geistersamurai! Lilith gegen Raven und Alaine! Faith gegen Vin! Graven gegen Daniel! Das Ende ist gekommen...! |
| 54           | Zeit der Apokalypse (Teil 7 von 9)            | 31. März 2017      | Fall-Saga Teil 7                       | Der Geistersamurai erstarrte! Doch nicht vor Kälte, sondern aus Angst und Schrecken. Er hing mit dem Kopf nach unten, etwa einen Meter über dem eisigen Boden… Man hatte ihn an der Decke aufgehängt… seine Füße waren vom harten Eis umschlossen… Das war aber nicht der Grund seines Schreckens… Neben ihm hingen noch ein Dutzend anderer Menschen… bleich… blutverschmiert… teilweise ohne Gliedmaßen… alle tot… Das Wesen, das den Geistersamurai in diese Höhle geschleppt hatte, musste angenommen haben, dass er auch tot war… David begriff nun was dieser Ort war: Die Vorratskammer der Bestie! |
| 55           | Draculas Wiedergeburt (Teil 8 von 9)          | 25. August 2017    | Fall-Saga Teil 8                       | Alaine de Winter stand besorgt in einem Krankenzimmer neben der ohne Bewusstsein im Bett liegenden Melissa Shadow, die sich in einer Art Koma befand. Die Ärzte waren ratlos. Sie hatte hohes Fieber und alle Maßnahmen es zu senken waren vergeblich. Lange würde sie diesen Zustand nicht mehr überleben… Im Nebenzimmer der Intensivstation lag der leblose Körper von Faith van Helsing. Raven und Angel standen schockiert an ihrem Bett… Eine Krankenschwester hatte sämtliche Geräte und Infusionen abgebaut. Die Ärzte hatten versucht den toten Körper zu reanimieren…es war ihnen nicht gelungen. Die Jägerin war nicht mehr…die tapfere Kriegerin war ihren schweren Verletzungen erlegen…Faith Van Helsing war tot! |
| 56           | Tod in der Familie (Teil 9 von 9)             | 24. November 2017  | Fall-Saga Teil 9                       | Dies sollte unsere letzte Schlacht sein… die letzte Schlacht um das Überleben der Menschheit… Der Kreis hatte sich geschlossen… Damals, vor vielen Jahren, hatte alles begonnen, mit Direktor Arowic, alias Aleister Crowley, alias MEGA THERION… einer der Großen Alten… und heute kämpften wir gegen Nekron und Cthulhu… seine Brüder… die letzten Großen Alten, wir mussten sie vernichten… und wir mussten auch Lilith und Graven aufhalten… und das Urböse… Asmodis! Konnten wir das überhaupt schaffen? Eine Handvoll Menschen gegen Götter? Wir wussten als wir uns das letzte Mal in die Augen sahen…wir würden, egal was geschehen würden, wir würden es nicht alle schaffen…wir würden nicht alle überleben… Der Tod war unser Begleiter und streckte seine kalten Klauen nach uns aus… …das war es also… D A S E N D E ! |
| 56.1         | Am Ende ist alles Liebe (BONUS)               | 24. November 2017  | Alternatives Ende der Fall-Saga Teil 9 | |
| Anmerkungen: |                                               |                    |                                        | |

## Auszeichnungen
Hörspiel Award 2005
- Kritiker-Preis in Gold in der Kategorie „Bester Sprecher in einer Hauptrolle“ für David Nathan u. a. als Raven in Faith – the van Helsing chronicles[8]
- Kritiker-Preis in Gold in der Kategorie „Beste Sprecherin in einer Hauptrolle“ für Nana Spier als Faith in Faith – the van Helsing chronicles[8]

Hörspiel Award 2007
- Kritiker-Preis in Gold in der Kategorie „Beste Sprecherin in einer Hauptrolle“ für Nana Spier als Faith in Faith – the van Helsing chronicles[9]
- Publikums-Preis in Bronze in der Kategorie „Beste Serie (Erwachsene)“[10]
- Publikums-Preis in Bronze in der Kategorie „Beste Serienfolge (Erwachsene)“ für Folge 14 Die letzte Schlacht[10]
- Publikums-Preis in Bronze in der Kategorie „Beste Sprecherin in einer Hauptrolle“ für Nana Spier als Faith[10]
- Publikums-Preis in Silber in der Kategorie „Bestes Cover“ für Folge 14 Die letzte Schlacht[10]
- Publikums-Preis in Silber in der Kategorie „Bester Hörspiel-Musiker“ für Jase Brandon[10]

Hörspiel Award 2008
- Publikums-Preis in Silber in der Kategorie „Beste Serie (Erwachsene)“[11]
- Publikums-Preis in Silber in der Kategorie „Beste Serienfolge (Erwachsene)“ für Folge 16 Azazels Blutschwert[11]
- Publikums-Preis in Silber in der Kategorie „Beste Sprecherin in einer Hauptrolle“ für Nana Spier als Faith[11]
- Publikums-Preis in Silber in der Kategorie „Beste Regie“ für Simeon Hrissomallis für Faith[11]
- Publikums-Preis in Silber in der Kategorie „Bestes Cover“ für Folge 15 Hügel der blutigen Engel[11]
- Publikums-Preis in Silber in der Kategorie „Bester Hörspiel-Musiker“ für Jase Brandon[11]